# 東波托馬克公園
東波托馬克公園（East Potomac Park）是美國首都華盛頓的一座公園，位於波托馬克河的一座人工島上。公園內有高爾夫球場、公共泳池、網球場、運動場等設施。東波托馬克公園是一個熱門的垂釣勝地。公園設立於20世紀初期。

## 外部連結
- National Park Service description of cherry varieties （页面存档备份，存于）
- The East Potomac Park Aquatic Center
- 美国历史建筑调查（HABS） No. DC-692, "East Potomac Park, Washington, District of Columbia, DC"